# Creu dels Vols Distingits (Estats Units)
La Creu dels Vols Distingits (anglès: Distinguished Flying Cross - DFC) és una condecoració militar de les Forces Armades dels Estats Units. La medalla es va establir el 2 de juliol de 1926 i actualment s'atorga a totes les persones que, després del 6 d'abril de 1917, es distingeixen per actes individuals d'heroisme o assoliments extraordinaris mentre participaven en un vol aeri. Tant l'heroisme com els assoliments extraordinaris són completament distintius, i impliquen operacions que no són rutinàries. La medalla es pot atorgar a militars estrangers amics en rangs equivalents al Grau de Pagament dels Estats Units d'O-6 i per sota, en combat real en operacions de suport.
El màxim receptor de la medalla és el coronel de la USAF Francis S. "Gabby" Gabreski, amb 13 concessions.

## Criteris
La Creu dels Vols Distingits va ser autoritzada per la Secció 12 de la Llei del Cos Aeri de l'Exèrcit dels Estats Units promulgada pel Congrés el 2 de juliol de 1926, modificada per l'Ordre Executiva 7786 el 8 de gener de 1938 i la USC 10, 9279. L'acte preveia que el premi s'atorgaria a qualsevol persona que es distingeixi "per heroisme o èxit extraordinari en participar en un vol aeri" mentre exercia qualsevol càrrec amb el Cos Aeri.
Es va crear amb retroactivitat, a partir de l'11 de novembre de 1918. Al crear-se, també podia ser atorgada per aquells que haguessin estat recomanats per rebre la Medalla d'Honor, la Creu del Servei Distingit, la Creu de la Marina o la Medalla del Servei Distingit, però que no els hagués estat concedida.

## Història

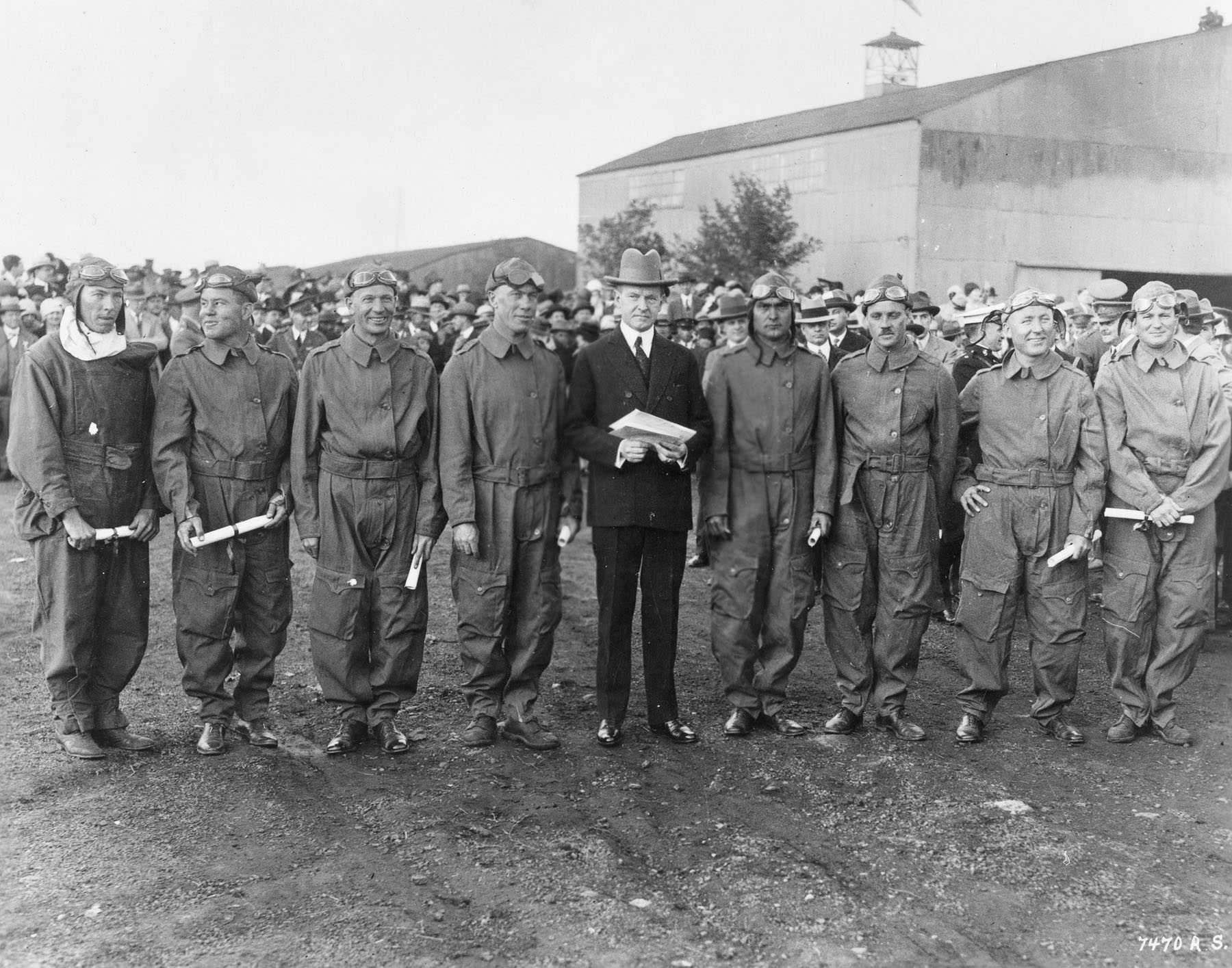
El president Coolidge amb els primers guardonats

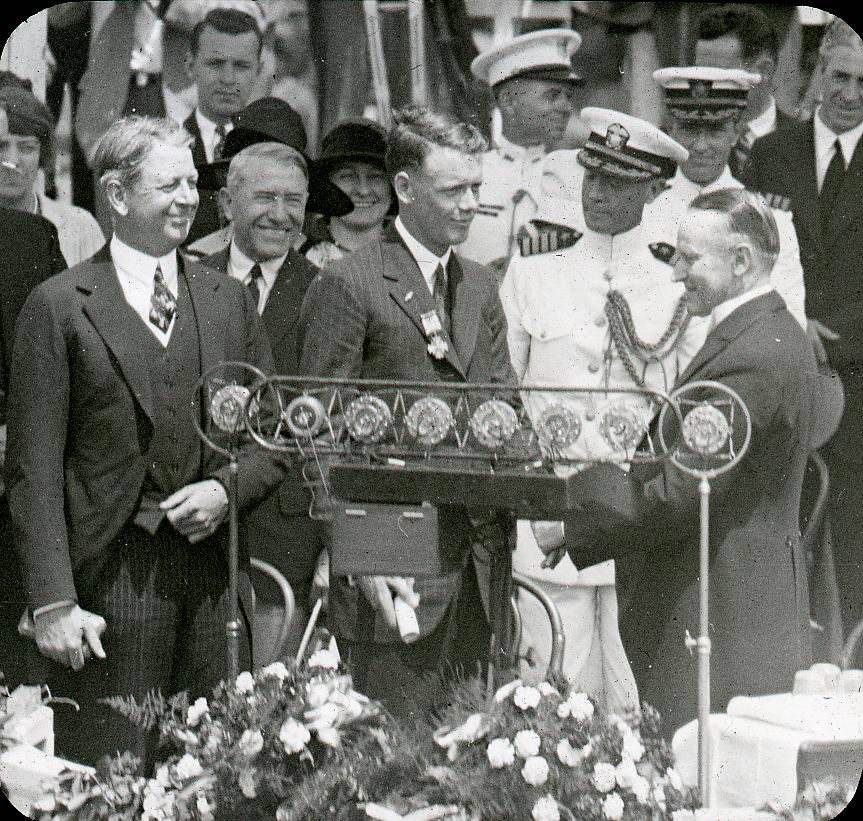
Charles Lindbergh rebent la DFC del president Coolidge

La primera concessió de la Creu dels Vols Distingits va ser atorgada pel president Calvin Coolidge el 2 de maig de 1927 a deu aviadors del Cos Aeri de l'Exèrcit dels Estats Units que havien participat en el Vol Panamericà de l'Exèrcit que va tenir lloc del 21 de desembre de 1926 al 2 de maig de 1927. Dos dels aviadors van morir en una col·lisió aèria intentant aterrar a Buenos Aires el 26 de febrer de 1927 i van rebre els seus premis a títol pòstum. El premi només havia estat autoritzat pel Congrés l'any anterior i encara no s'havia concedit cap medalla, de manera que els aviadors panamericans van rebre inicialment només certificats. Entre els deu aviadors hi havia el major Herbert Dargue, els capitans Ira C. Eaker i Muir S. Fairchild, i el primer tinent Ennis C. Whitehead.
Charles Lindbergh va rebre la primera presentació de la medalla real aproximadament un mes després de Coolidge durant la recepció de tornada a casa de Washington, DC, l'11 de juny de 1927, des del seu vol transatlàntic. La medalla s'havia encertat i preparat de pressa només per a aquella ocasió. L'Ordre General del Departament de Guerra de 1927 (GO 8) que autoritza la DFC de Lindbergh afirma que va ser atorgat pel president, mentre que l'Ordre General (GO 6) per a la citació del DFC de Pan American Flyers assenyala que el Departament de Guerra la va atorgar "per ordre del President". La primera Creu dels Vols Distingits que es va atorgar a un aviador naval va ser rebut pel major Richard E. Byrd, USN, pel seu vol transatlàntic del 29 de juny a l'1 de juliol de 1927, des de la ciutat de Nova York fins a la costa de França. Byrd i el seu pilot maquinista Floyd Bennett ja havien rebut la Medalla d'Honor pel seu històric vol al Pol Nord el 9 de maig de 1926.
Nombrosos destinataris de la medalla van guanyar més fama en altres ocupacions; diversos astronautes, actors i polítics han estat destinataris de la Creu dels Vols Distingits, inclòs el president George H.W. Bush. La Creu dels Vols Distingits pot ser atorgada retroactivament per reconèixer els èxits notables realitzats en qualsevol moment després de l'inici de la participació nord-americana a la Primera Guerra Mundial. El 23 de febrer de 1929, el Congrés va aprovar una legislació especial per permetre la concessió de la Creu dels Vols Distingits als germans Wright pel seu vol del 17 de desembre de 1903. Altres civils que han rebut el premi inclouen Wiley Post, Jacqueline Cochran, Roscoe Turner, Amelia Earhart, Glenn H. Curtiss i Eugene Ely. Finalment, es va limitar al personal militar per una ordre executiva. Amelia Earhart es va convertir en la primera dona a rebre-la el 29 de juliol de 1932, quan el vicepresident Charles Curtis li va presentar a Los Angeles per al seu vol en solitari a través de l'oceà Atlàntic a principis d'aquest any.

### Primera Guerra Mundial
L'única Creu dels Vols Distingits per al servei de la Primera Guerra Mundial va ser atorgada pòstumament el 14 de juny de 2017, quan el comandant del 95è Esquadró Aeri i capità de l'exèrcit James Ely Miller va ser reconegut per les seves accions el 9 de març de 1918, fet que el va convertir en el primer aviador nord-americà servint amb una unitat nord-americana que morir en aquella guerra.

### Segona Guerra Mundial
Durant la Segona Guerra Mundial, els criteris d'atorgament de la medalla van variar àmpliament depenent del teatre d'operacions, el combat aeri que es va dur a terme i les missions que es van realitzar. Al Pacífic, els oficials comissionats rebien sovint la Creu dels Vols Distingits, mentre que els soldats rebien la Medalla de l'Aire. A Europa, algunes tripulacions el van rebre pel seu rendiment global a través d'un període de servei. Tanmateix, els criteris utilitzats no eren coherents entre ordres o al llarg del temps. L'assoliment individual també podria donar lloc a l'atorgament de la medalla. Per exemple, George McGovern la va rebre per la finalització amb èxit d'una missió de bombardeig en què el seu avió va perdre un motor i després va aterrar amb seguretat. El 28 de desembre de 1944, Aleda Lutz es va convertir en la primera dona militar a rebre-la, que va rebre pòstumament.

## Disseny
La Creu dels Vols Distingits va ser dissenyada per Elizabeth Will i Arthur E. DuBois.
La medalla és una creu patent de bronze, a l'anvers de la qual hi ha superposada una hèlix de quatre pales , d'1 11/16 polzades d'amplada. Cinc raigs s'estenen des dels angles reentrants, formant un quadrat d'una polzada. El revers està en pla; és adequat per gravar el nom i el rang del destinatari. La creu està suspesa d'una barra rectangular.
La cinta de suspensió i servei de la medalla fa 1 3/8 de polzada (34,9mm) d'ample i consta de les franges següents: Blau ultramar 67118 3/32 de polzada (2,38mm), Blanc 67101 de 9/64 de polzada (3,52 mm); Blau ultramar 67118 de 11/32 de polzada (8,73mm); Blanc 67101 3/64 de polzada (1,19mm); franja central en Vermell Glòria Vella 67156 de 3/32 de polzada (2,38mm); Blanc 67101 3/64 de polzada (1,19mm); Blau ultramar 67118 de 11/32 de polzada (8,73mm); Blanc 67101 de 9/64 de polzada (3,52 mm); Blau ultramar 67118 de 3/32 de polzada (2,38mm).

### Fermalls
Els premis addicionals de la Creu dels Vols Distingits es mostren amb manats de fulles de roure de bronze o plata per a l'exèrcit, la força aèria i la força espacial, i estrelles d'or i plata de 5⁄16 polzades per a la marina, el cos de marines i la guàrdia costanera.
L'Exèrcit, la Força Aèria, la Força Espacial, la Marina i el Cos de Marines poden autoritzar el fermall "V" per utilitzar-lo a la Creu dels Vols Distingits per indicar valor en combat. Els serveis també poden atorgar la Creu dels Vols Distingits per assoliments extraordinaris sense el fermall "V".
El 7 de gener de 2016, un memoràndum del Secretari de Defensa va estandarditzar l'ús del fermall "V" com a dispositiu només de valor en tots els serveis. El Departament de Defensa va publicar "DoD Manuals 1348.33, Volumes 1-4, DOD Military Decorations and Awards" que unificava els criteris per als premis. DOD 1348.33. El "Reglament de l'exèrcit 600-8-22, premis militars" autoritza l'ús del fermall "V" amb la Creu dels Vols Distingits per al valor de combat i el fermall 
"C" per a un servei o assoliment meritori en condicions de combat.

## DFC National Memorial Act
El juliol de 2014, el Senat dels Estats Units va aprovar la Distinguished Flying Cross National Memorial Act. L'acte va ser patrocinat per la senadora Barbara Boxer, per designar el Distinguished Flying Cross Memorial al March Field Air Museum, al costat de la Base de la Reserva Aèria de March a Riverside, Califòrnia , com a monument nacional per reconèixer els membres de les Forces Armades dels Estats Units que s'han distingit per l'heroisme. en vol aeri. L'acte va ser signat pel president Barack Obama el 25 de juliol de 2014.